# Pomnik Edwarda Taylora i Zbigniewa Zakrzewskiego w Poznaniu
Pomniki Edwarda Taylora i Zbigniewa Zakrzewskiego – pomniki Edwarda Taylora i Zbigniewa Zakrzewskiego zlokalizowane w Poznaniu, na Alejach Niepodległości, bezpośrednio przy wejściu do gmachu Uniwersytetu Ekonomicznego, w obrębie tzw. Dzielnicy Cesarskiej.

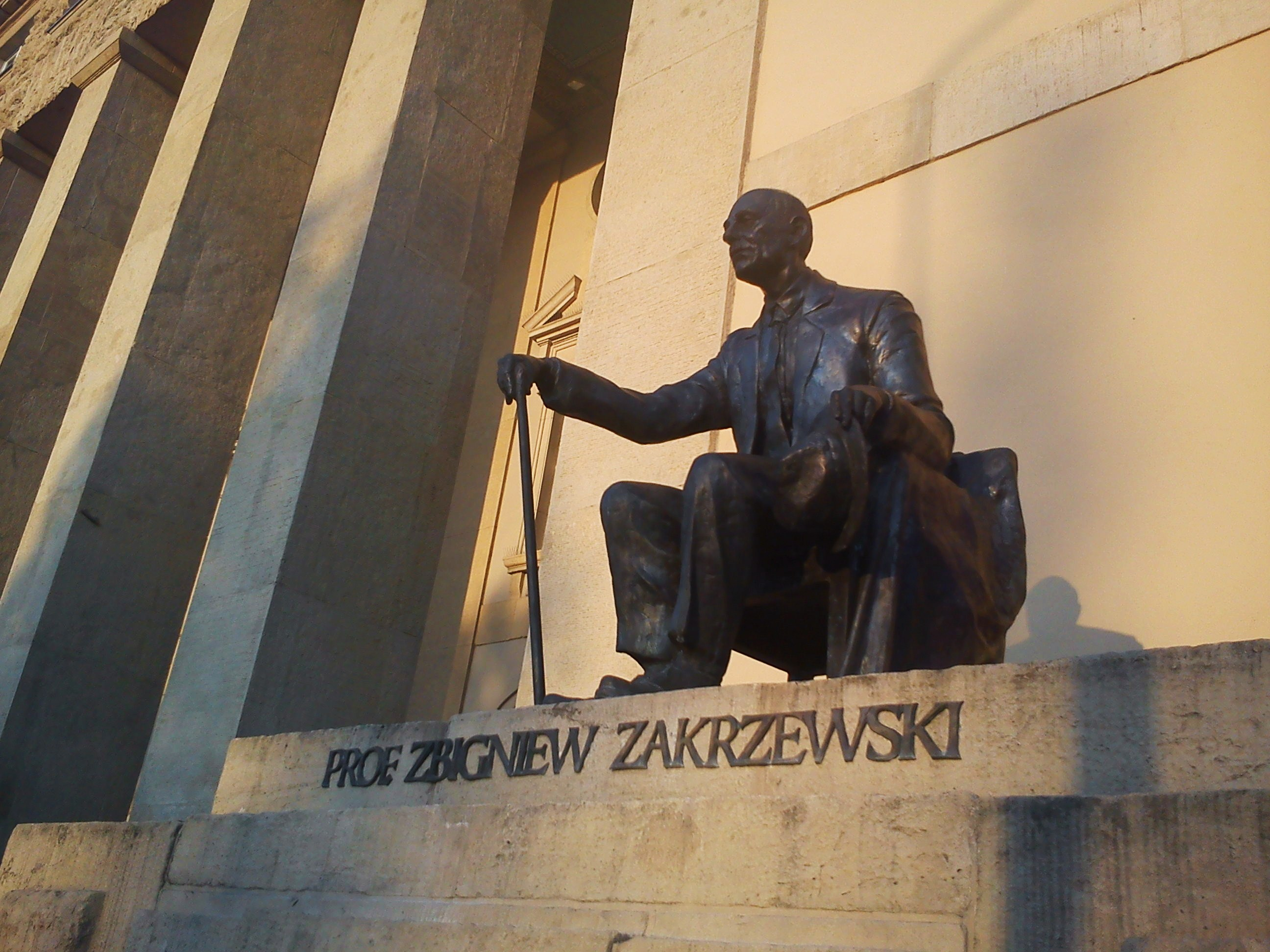
Zbigniew Zakrzewski

Pomniki usytuowane są nietypowo – wykorzystano do nich puste cokoły po bokach fasadowego portyku głównego gmachu Uniwersytetu Ekonomicznego, czyli dawnej Wyższej Szkoły Handlowej. Autorem projektu jest Wiesław Koronowski (profesor Uniwersytetu Artystycznego w Poznaniu). Obydwa pomniki w formie swobodnie siedzących na fotelach postaci posadowiono 12 września 2011 r. Mimo swobodnej pozy postacie prezentują się dostojnie i wzbudzają szacunek widza. Forma taka była popularna na przełomie XX i XXI wieku, kiedy to masowo stawiano pomniki w przestrzeni publicznej, mające formę stojących postaci lub ławeczek, czego przykładem jest np. pobliska ławeczka Heliodora Święcickiego.
Zamiar ustawienia jakichś figur przed budynkiem uwzględnił już w swoim projekcie gmachu Adam Ballenstedt w 1929. Dzieła tego dokonał dopiero Społeczny Komitet Budowy Pomników Profesora Edwarda Taylora i Profesora Zbigniewa Zakrzewskiego